# Гладков, Геннадий Игоревич
Генна́дий И́горевич Гладко́в (18 февраля 1935, Москва — 16 октября 2023, Москва) — советский и российский композитор, автор музыки к популярным кино- и телефильмам, мультфильмам и мюзиклам. Народный артист Российской Федерации (2002).

## Биография
Родился 18 февраля 1935 года в роддоме имени Грауэрмана (Москва) в семье музыкантов, дед по матери — Максаков Степан Осипович, аккомпанировал на саратовской гармошке Лидии Руслановой. Отец — Игорь Иванович Гладков (1908—1978), джазовый музыкант, второй пианист и аккордеонист оркестра Александра Цфасмана. Мать — Елена Степановна Гладкова (1909—1987).
С детских лет любил джаз, народную музыку. Учиться музыке стал рано. Учился в Мерзляковской школе-училище в консерватории, поступил в ЦМШ. Окончил химический политехникум, после него проработал год начальником смены на заводе, но решил вернуться к музыке. В 1959 году окончил теоретическое отделение Музыкального училища при Московской консерватории, где занимался сочинением музыки под руководством Григория Фрида. В 1964 году окончил Московскую консерваторию (класс композиции Владимира Фере), в 1966 году — аспирантуру. Во время учёбы и до 1971 года занимался преподавательской деятельностью: c 1963 года — преподаватель Московского хорового училища, c 1966 года преподавал оркестровку в Музыкально-педагогическом институте имени Гнесиных.
Ещё будучи студентом консерватории, написал музыку к спектаклю «Друг детства» (1961) московского театра «Современник» по пьесе Михаила Львовского. В это же время начал писать музыку для научно-популярного кино, в частности для фильма «Тайны минувшего» («Центрнаучфильм», 1962). В 1965 году выходит его первая пластинка — «Волшебник Изумрудного города».
Своим приходом в кинематограф Геннадий Гладков, по его собственным словам, во многом обязан другу детства — Василию Ливанову. Именно он привлёк Гладкова к работе над его первой мультипликационной лентой «Самый, самый, самый, самый» (1966). Ещё раньше Гладков дебютировал как театральный композитор в дипломной режиссёрской работе Ливанова в Щукинском училище — спектакле по «Трём толстякам» Юрия Олеши.
Всесоюзную славу Геннадию Гладкову принесла работа над музыкальным мультфильмом «Бременские музыканты» (1969) и его продолжением «По следам бременских музыкантов» (1973). В последнем из этих мультфильмов он спел партию Глупого короля.
…Хороший композитор всегда умеет совмещать собственный профессионализм с той жизнью, которой живут обычные люди. Он не имеет права быть снобом, должен слышать, чувствовать и понимать ту музыку, которая несётся из окон и звучит на танцплощадках. Иначе его не поймут. А всему этому ни в школе, ни в училище, ни даже в консерватории не учат.
В конце 1960-х годов Гладков начал сотрудничать с Марком Захаровым, в то время режиссёром Московского театра сатиры. Так на сцене театра появились спектакли с музыкой Гладкова: «Проснись и пой» (1970), «Темп-1929» (1971), «Чудак-человек» (1973). В дальнейшем к ним прибавились музыкальные спектакли, поставленные на сцене Ленинградского драматического театра имени Ленсовета: «Укрощение строптивой» (1970), «Люди и страсти» (1974), «Дульсинея Тобосская» (1973), «Трубадур и его друзья» (1975) и «Ковалёва из провинции» (1973).
Затем последовали спектакли Московского театра имени Ленинского комсомола, поставленные Марком Захаровым, — «Автоград-XXI» (1973), «Тиль» (1974), «Жестокие игры» (1979), а также музыкальное представление по сказке Андерсена «Дороже жемчуга и злата» (1980) в «Современнике».
Геннадий Гладков часто сам становился участником спектакля, импровизируя вместе с оркестром, расположенным на сцене. Так, на гастролях в Польше (1977) Геннадий Гладков исполнял в «Тиле» все музыкальные партии, дополнял их каденциями — импровизациями.
В 1983 году в Московском музыкальном театре имени К. С. Станиславского и В. И. Немировича-Данченко поставлена первая опера Геннадия Гладкова «Старший сын» (автор либретто по одноимённой пьесе Александра Вампилова — Юлий Ким, режиссёр-постановщик — М. Дотлибов).
В первой половине 1980-х годов Гладков также писал музыку к спектаклю «Оптимистическая трагедия» (театр Ленинского комсомола), балеты «Вий» (1984) и «Двенадцать стульев» (1986, Свердловский театр оперы и балета), оперетту «Собака на сене» (поставлена в Воронеже, Иванове), детскую оперетту «Три Ивана» (Свердловск), мюзикл «Дон Жуан» (1973, 1988, Театр кукол имени С. В. Образцова).
Кроме того, Геннадий Гладков много писал для кино. С Марком Захаровым сделаны «12 стульев» (1977), «Обыкновенное чудо» (1978), «Дом, который построил Свифт» (1983), «Формула любви» (1984), «Убить дракона» (1988).
Музыка Гладкова звучит и в фильмах «Джентльмены удачи» (1971), «Точка, точка, запятая…» (1972), «Люди и манекены» (1974), «Ты — мне, я — тебе» (1976), «Дон Сезар де Базан» (1989), «Человек с бульвара Капуцинов» (1987), «Дульсинея Тобосская» (1980), «После дождичка в четверг» (1985), «Расстанемся, пока хорошие» (1991), «До первой крови» (1989).
Продолжая сотрудничество с различными театрами, в 1990-х годах Гладков писал музыкальную комедию для петербургского Открытого театра «Адъютант Его Величества»; балет «Танец дьявола» (1992), мюзиклы «Йоахим-Лис — детектив с дипломом» (для театра «Детектив»), «На бойком месте» и «Сватовство по-московски» (2000) по А. Н. Островскому.
В числе его театральных работ также музыка к спектаклям: «Принцесса и эхо» (1983), «Дорогая Памела» (1985), «Не покидай меня, весна» (1986), «Волшебный сон» (1987), «Геракл» (1994), «А на небе радуга…» (1995), «Шиворот-навыворот» (1997), «Мужской сезон» (1999), «Сильвия» (2000), «Пенелопа, или 2+2» (2011), «Сирано де Бержерак», «Ах, высший свет!», «Хория», «Мои надежды», «Тяжкая забота короля Доброхота».
Плодотворно Геннадий Гладков сотрудничал с поэтами Юрием Энтиным, Юлием Кимом, Дмитрием Сухаревым. В ряде фильмов, как мультипликационных, так и игровых, композитор сам исполняет свои песни («По следам бременских музыкантов», «Новогодние приключения Маши и Вити», «Голубой щенок», «Пока безумствует мечта», «Дульсинея Тобосская», «Формула любви»).
С начала 1980-х годов читал курсы лекций «Музыкальное решение фильма» и «Работа с композитором» для слушателей Высших курсов сценаристов и режиссёров.
В 2014 году перенёс инсульт. После выздоровления написал музыку к фильму «Медный всадник». Начиная с 2019 года занимался переизданием своего каталога — так, им были выпущены саундтреки к спектаклю «Тиль», к мультфильму «Разлучённые», телефильму «Обыкновенное чудо», а также симфонические пьесы, музыка для театра и кино.
Академик Национальной академии кинематографических искусств и наук (2002), член Академии «Ника» (2001). Член Союза кинематографистов России и Союза композиторов России.
Скончался 16 октября 2023 года в Москве у себя дома, на Садовой-Триумфальной улице, на 89-м году жизни от острой сердечно-сосудистой недостаточности. Похоронен 19 октября на Ваганьковском кладбище (уч. 8).

### Семья
Жена — Светлана Николаевна Гладкова (1931—2022, дочь режиссёра Николая Тихонова). Сын — Андрей (род. 1968), дизайнер, арт-директор брендингового агентства. Внуки: Екатерина и Никита.

## Общественная позиция
Являлся активным сторонником вторжения России на Украину. Был готов отправиться на фронт, обозначив свою позицию в интервью еженедельнику «Собеседник»:
Мой отец выступал в составе фронтовых бригад перед солдатами в Великую Отечественную. И я бы сегодня выступил перед ребятами на СВО. Позовут – поеду, для меня будет честь. Мочи нет терпеть паразитов этих, бандеровцев!

## Избранная дискография
- Бременские музыканты (1969, переиздание на CD — 1996)
- Волшебник Изумрудного города (1970, переиздание на CD — 2007)
- Маша и Витя против «Диких гитар» (1976, переиздание на CD — 1995)
- Голубой щенок (1977, переиздание на CD — 1995)
- Мюзикл (детский) «Хоттабыч!» (1979, переиздание на CD — 1996)
- Музыка к кинофильму «Человек с бульвара Капуцинов» (1988, переиздание на CD — 2001)
- Собака на сене (1996) — CD
- Обыкновенное чудо (1996) — CD
- На бойком месте (1998) — CD
- Новые бременские (2001) — CD
- Обыкновенный волшебник (2010) — CD
- Песни из спектаклей (2011) — CD
- Люди и страсти: Юбилейный концерт (2011) — 2CD
- Тиль (2019) — CD, винил

## Фильмография
| - 1954 — Весёлые звёзды (камео, нет в титрах) - 1970 — Смеханические приключения Тарапуньки и Штепселя (композитор) - 1970 — Обратной дороги нет (композитор) - 1970 — Шаг с крыши (композитор) - 1971 — Джентльмены удачи (композитор) - 1971 — Пропажа свидетеля (композитор) - 1972 — Включите северное сияние (композитор) - 1972 — Ночной мотоциклист (композитор) - 1972 — Стоянка поезда — две минуты (композитор) - 1972 — Точка, точка, запятая… (композитор) - 1973 — Бесстрашный атаман (композитор) - 1973 — Товарищ бригада (композитор) - 1974 — Проснись и пой (используемая музыка) - 1974 — Люди и манекены (композитор) - 1974 — Сергеев ищет Сергеева (композитор) - 1975 — Новогодние приключения Маши и Вити (композитор) - 1975 — Что наша жизнь?! Или что наша жизнь?! (композитор) - 1976 — От и до (композитор) - 1976 — Ты — мне, я — тебе (композитор) - 1976 — Песни над облаками (композитор) - 1976 — 12 стульев (композитор) - 1977 — Собака на сене (композитор, музыка песен) - 1978 — Голубка (композитор) - 1978 — Обыкновенное чудо (композитор) - 1978 — Пока безумствует мечта (композитор) - 1979 — Жил-был настройщик (композитор) - 1979 — Сватовство гусара (композитор) - 1979 — Выбор (композитор) - 1980 — Благочестивая Марта (композитор) - 1980 — Дульсинея Тобосская (композитор) - 1980 — Таинственный старик (композитор) - 1981 — Вакансия (композитор) - 1982 — Берегите мужчин! (композитор) - 1982 — Не хочу быть взрослым (композитор) - 1983 — Дом, который построил Свифт (композитор) - 1984 — Очень важная персона (композитор) - 1984 — Формула любви (композитор, актёр, текст песни, вокал) - 1985 — Гум-Гам (композитор) - 1985 — После дождичка в четверг (композитор) - 1987 — Забавы молодых (композитор) - 1987 — Человек с бульвара Капуцинов (композитор) - 1988 — Убить дракона (композитор) - 1989 — Две стрелы. Детектив каменного века (композитор) - 1989 — До первой крови (композитор) - 1989 — Дон Сезар де Базан (композитор, вокал) - 1989 — Князь Удача Андреевич (композитор) - 1990 — Однажды вечером (используемая музыка) - 1991 — Расстанемся, пока хорошие (композитор) - 1991 — Чокнутые (музыка песен, композитор) - 1992 — Танец дьявола (композитор) - 1992 — Тартюф (композитор) - 1993 — Завтрак с видом на Эльбрус (композитор) - 1994 — Охота (композитор) - 1997 — Дон Кихот возвращается (композитор, вокал) - 1998 — На бойком месте (композитор) - 2000 — Бременские музыканты & Co (используемая музыка, композитор) - 2003 — Кармен - 2014 — Тайна четырёх принцесс - 2015 — Уроки выживания (композитор) - 2019 — Медный всадник России (композитор) - 2024 — Бременские музыканты (композитор, совместно с Максимом Фадеевым; посмертный релиз) | - 1966 — Самый, самый, самый, самый - 1967 — Четверо с одного двора - 1968 — Малыш и Карлсон - 1969 — Бременские музыканты (композитор) - 1970 — Карлсон вернулся (композитор) - 1970 — Синяя птица - 1972 — Край, в котором ты живёшь - 1972 — Фаэтон — сын солнца - 1973 — По следам бременских музыкантов (композитор, вокал) - 1973 — Умельцы (Фитиль № 128) - 1974 — Как Львёнок и Черепаха пели песню - 1974 — Ну, погоди! (выпуск 8) - 1974 — Птичий рынок - 1974 — Рыболов - 1975 — Поезд памяти - 1976 — Голубой щенок - 1977 — Мы рисуем октябрь - 1977 — Последний лепесток - 1978 — 38 попугаев: А вдруг получится! - 1978 — Метаморфоза - 1978 — Ограбление по… - 1979 — 38 попугаев: Зарядка для хвоста - 1979 — 38 попугаев: Завтра будет завтра - 1979 — Очень синяя борода - 1979 — Переменка № 2 - 1980 — Разлучённые - 1981 — Как будто - 1982 — Каша из топора - 1982 — Маленький Рыжик. Фильм первый - 1982 — Превращение - 1983 — Как старик наседкой был - 1983 — Маленький Рыжик. Фильм второй - 1985 — Слонёнок заболел - 1987 — Пока я не вернусь… - 1987 — Счастливый Григорий - 1987 — Три лягушонка - 1989 — Клетка - 1989 — Притча об артисте. Лицедей - 1990 — От дождя до дождя - 1992 — Куплю привидение - 1992 — Макбет - 1995 — Страна слепых - 2000 — Новые бременские (композитор, вокал) - 2003 — О рыбаке и рыбке - 2005 — История любви одной лягушки - 2006 — Кролик с капустного огорода |

## Документальные фильмы и передачи
- 1988 — «Геннадий Гладков», документальный фильм режиссёра Олега Ерышева посвящённый композитору. Лентелефильм[22].
- 2012 — «Обыкновенный волшебник Геннадий Гладков», документальный фильм режиссёра Татьяны Маловой. ООО «Студия Продюсерского Кино»[23].

## Награды и звания
- Орден «За заслуги перед Отечеством» IV степени (15 февраля 2011 года) — за большой вклад в развитие отечественного музыкального искусства и многолетнюю творческую деятельность[24].
- Народный артист Российской Федерации (31 января 2002 года) — за большие заслуги в области искусства[25].
- Заслуженный деятель искусств РСФСР (7 января 1988 года) — за заслуги в области советского музыкального искусства[26].
- Премия «Икар» в номинации «Мастер» (2021).
- Национальная премия «Музыкальное сердце театра» (2009) — за выдающиеся творческие достижения.
- кинопремия Ника (1990) — за лучшую музыку к фильму «Убить дракона».
- кинопремия Ника (1999) — за лучшую музыку к фильму «На бойком месте».

## Издания сочинений
- Бременские музыканты : Муз. фантазия на тему сказок братьев Гримм В. Ливанова и Ю. Энтина: Для пения (соло, ансамбль) с сопровожд. ф.-п., барабана, для ф.-п. соло и чтеца / Стихи Ю. Энтина. — М. : Музыка, 1972. — 48 с.
- По следам бременских музыкантов : Муз. фантазия из мультфильма «По следам бременских музыкантов» : Для пения (соло, ансамбль, хор) с сопровожд. ф.-п., для ф.-п. соло и чтеца: Для детей школьного возраста / Текст В. Ливанова и Ю. Энтина. — М. : Музыка, 1974. — 47 с.
- Трубадур и его друзья : Муз. представление в 2-х д. с прологом / Либретто В. Ливанова и Ю. Энтина. — М. : Сов. композитор, 1984. — 80 с.
- Хоттабыч : Мюзикл-сказка / Пьеса Л. Лагина и Ю. Энтина ; Тексты песен Ю. Энтина. — М. : Сов. композитор, 1989. — 150 с.
- Все бременские [Ноты] : Муз. сб. : [Для пения с сопровожд. фп.] / Авт. сценария В. Ливанов, Ю. Энтин ; Тексты песен Ю. Энтина. — М. : Дрофа, 2001. — 182 с. — ISBN 5-7107-4229-5.
- 12 стульев [Ноты] : музыка из фильма : [для фп., голоса с фп. и с букв.-цифр. обозначением аккордов] / муз.: Геннадий Гладков; сл.: Юлий Ким. — Челябинск : MPI, 2004. — 60 с. — (Музыка отечественного кино : фп., вокал). — ISBN 5-9628-0005-2.
- Бременские музыканты [Ноты] : муз. фантазии по мотивам сказки братьев Гримм : для голоса и фп. / Геннадий Гладков [муз.], Василий Ливанов, Юрий Энтин [сценарий]. — Челябинск : MPI, cop. 2004. — 67 с. — ISBN 5-9628-0042-7.
- Обыкновенное чудо [Ноты] : музыка из фильма : [для фп., голоса с фп. и с букв.-цифр. обозначением аккордов] / муз.: Геннадий Гладков; сл.: Юлий Ким. — Челябинск : MPI, cop. 2004. — 39 с. — (Музыка отечественного кино : фп., вокал). — ISBN 5-9628-0006-0.
- По следам Бременских музыкантов [Ноты] : муз. фантазии по мотивам сказки братьев Гримм : для голоса и фп. / Геннадий Гладков [муз.], Василий Ливанов, Юрий Энтин [сценарий]. — Челябинск : MPI, cop. 2004. — 67 с. — ISBN 5-9628-0043-5.
- Человек с бульвара Капуцинов [Ноты] : музыка из фильма : [для фп., пения (соло, анс.) с сопровожд. фп. и с букв.-цифр. обозначением аккордов] / муз.: Геннадий Гладков; сл.: Юлий Ким. — Челябинск : MPI, 2004. — 52 с. — (Музыка отечественного кино : фп., вокал). — ISBN 5-9628-0053-2.
- Голубой щенок : музыкальная сказка : для голоса и фортепиано : для младшего и среднего школьного возраста, родителей, преподавателей и широкого круга любителей музыки / Геннадий Гладков; слова Юрия Энтина; по мотивам пьесы Д. Урбана; художник Ю. Попов. — Челябинск : MPI, 2005, cop. 1975. — 53 с. — (Музыкальная сказка). — ISBN 978-5-9628-0084-2.
- Зайка — выдумщик : музыкальная сказка : для голоса и фортепиано : для младшего и среднего школьного возраста, родителей, преподавателей и широкого круга любителей музыки / Геннадий Гладков; слова Михаила Садовского; художник Ю. Попов. — Челябинск : MPI, 2005, cop. 1970. — 62 с. — (Музыкальная сказка). — ISBN 978-5-9628-0084-2.
- Маша и Витя против «Диких гитар» : музыкальная сказка : либретто : для младшего и среднего школьного возраста, родителей, преподавателей и широкого круга любителей музыки / Геннадий Гладков; слова Владимира Лугового; либретто В. Лугового; художник Ю. Попов. — Челябинск : MPI, 2005, cop. 1976. — 35 с. — (Музыкальная сказка). — ISBN 978-5-9628-0080-X.
- Старший сын : лирико-комическая опера : в 2-х актах, 4-х картинах : переложение для пения в сопровождении фортепиано / Геннадий Гладков; либретто Юлия Кима; по одноимённой пьесе Александра Вампилова. — Челябинск : MPI, 2005. — 398 с. — (Композиторы современной России XXI). — ISBN 5-9628-0086-9.
- Точка, точка, запятая… : музыка из фильма : для фортепиано, для голоса в сопровождении фортепиано [и с буквенно-цифровым обозначением аккордов сопровождения] : для широкого круга любителей музыки / Геннадий Гладков; слова Юлия Кима. — Челябинск : MPI, 2005, cop. 1973. — 3 с. — (Музыка отечественного кино). — ISBN 978-5-9628-0088-5.
- Волшебный луч : песни из кинофильмов : для голоса в сопровождении фортепиано [и с буквенно-цифровым обозначением аккордов сопровождения] : для широкого круга любителей музыки / Геннадий Гладков. — Челябинск : MPI, 2006, cop. 1976. — 56 с. — (Музыка отечественного кино). — ISBN 978-5-9628-0089-3.
- Жизнь и творчество : альбом фортепианных переложений с комментариями и иллюстрациями : для фортепиано, для фортепиано с надписанным текстом : для учащихся и преподавателей детских школ искусств, средних и высших музыкальных учебных заведений; для широкого круга любителей музыки / Геннадий Гладков; составители С. М. Анашкин и А. В. Семёнов; облегчённое переложение С. Анашкина; литературный текст А. В. Семёнова. — Челябинск : MPI, 2010. — 132 с. — ISBN 978-5-9628-0189-6.
- Дом, который построил Свифт : музыка из фильма : [для фортепиано, пения в сопровождении фортепиано и с буквенно-цифровым обозначением аккордов сопровождения] : для широкого круга любителей музыки / Геннадий Гладков; слова Юлия Кима; по пьесе Григория Горина. — Челябинск : MPI, 2013. — 31 с. — (Музыка отечественного кино).
- Собака на сене : музыка из телефильма : [переложение для пения в сопровождении фортепиано и с буквенно-цифровым обозначением аккордов сопровождения] : для широкого круга любителей музыки / Геннадий Гладков; слова Михаил Донской, Лопе де Вега. — Челябинск : MPI, 2014. — 46 с. — (Музыка отечественного кино).
- Дульсинея Тобосская : (мюзикл) : [песни из мюзикла для голоса в сопровождении фортепиано и с буквенно-цифровым обозначением аккордов сопровождения] : для широкого круга любителей музыки / Геннадий Гладков; по пьесе Александра Володина; стихи Глеба Горбовского, Бориса Рацера, Владимира Константинова, Юлия Кима. — Челябинск : MPI, 2015. — 96 с. — (Музыка отечественного кино).
- Разлученные : музыка из мультфильма : [для голоса в сопровождении фортепиано] / Геннадий Гладков; слова Давида Самойлова. — Челябинск : MPI, 2017. — 45 с.
- Трубадур и его друзья : музыкальное представление в двух действиях с прологом (мюзикл) : для широкого круга любителей музыки / Геннадий Гладков; либретто Василия Ливанова и Юрия Энтина; стихи Юрия Энтина. — Челябинск : MPI, 2017. — 90 с.
- Очень синяя борода : музыка из мультипликационного фильма : переложение для пения в сопровождении фортепиано [и с буквенно-цифровым обозначением аккордов сопровождения] : для широкого круга любителей музыки / Геннадий Гладков; переложение Сергея Анашкина; по сказке Шарля Перро; слова Юлия Кима. — Челябинск : MPI, 2018. — 70 с. — (Музыка отечественного кино).
- Обыкновенное чудо : мюзикл в двух действиях [Ноты] / Г. Гладков; либретто и стихи Ю. Кима по пьесе Е. Шварца. — Клавир. — Москва : Музыка, 2019. — 204 с. — ISMN 979-0-66006-747-5.
- Убить дракона : музыка из кинофильма : переложение для пения в сопровождении фортепиано [и с буквенно-цифровым обозначением аккордов сопровождения] : для широкого круга любителей музыки / Геннадий Гладков; переложение Сергея Анашкина; слова Юлия Кима. — Челябинск : MPI, 2019. — 31 с. — (Музыка отечественного кино).
- Формула любви : музыка из телефильма : переложение для пения в сопровождении фортепиано [и с буквенно-цифровым обозначением аккордов сопровождения] : для широкого круга любителей музыки / Геннадий Гладков; переложение Сергея Анашкина; слова Юлия Кима, Геннадия Гладкова. — Челябинск : MPI, 2019. — 31 с. — (Музыка отечественного кино).
- Вий : балет в 2-х актах : либретто Леонида Лебедева по одноимённой повести Николая Гоголя : [для симфонического оркестра] / Геннадий Гладков. — Челябинск : MPI, 2021. — 440 с. — ISBN 978-5-9628-0189-6.
- Люди и страсти : музыка к спектаклю : по произведениям классиков немецкой драматургии : для голоса с сопровождением фортепиано : для широкого круга любителей музыки / Геннадий Гладков. — Челябинск : MPI, 2021. — 39 с. — (Музыка на драматической сцене).
- Проснись и пой : музыка к спектаклю : для голоса с сопровожденем фортепиано : для широкого круга любителей музыки / Геннадий Гладков; слова Владимира Лугового; пьеса Миклош Дьярфаша. — Челябинск : MPI, 2021. — 39 с. — (Музыка на драматической сцене).
- Тиль : музыка к спектаклю : для фортепиано, для голоса, ансамбля, хора с сопровожденем фортепиано : для широкого круга любителей музыки / Геннадий Гладков; слова Евгения Евтушенко, Юлия Кима, Юрия Энтина; пьеса Григория Горина. — Челябинск : MPI, 2021. — 39 с. — (Музыка на драматической сцене).
- Шиворот-навыворот или Иван и Алёна против Дракона : мюзикл в двух действиях : для ВИА и танцевальной группы : для музыкантов-исполнителей и всех, кто любит творчество Геннадия Гладкова / Геннадий Гладков; либретто Ю. Энтин. — Москва : Музыка, 2021. — 196 с.